# Jaguarkrieger

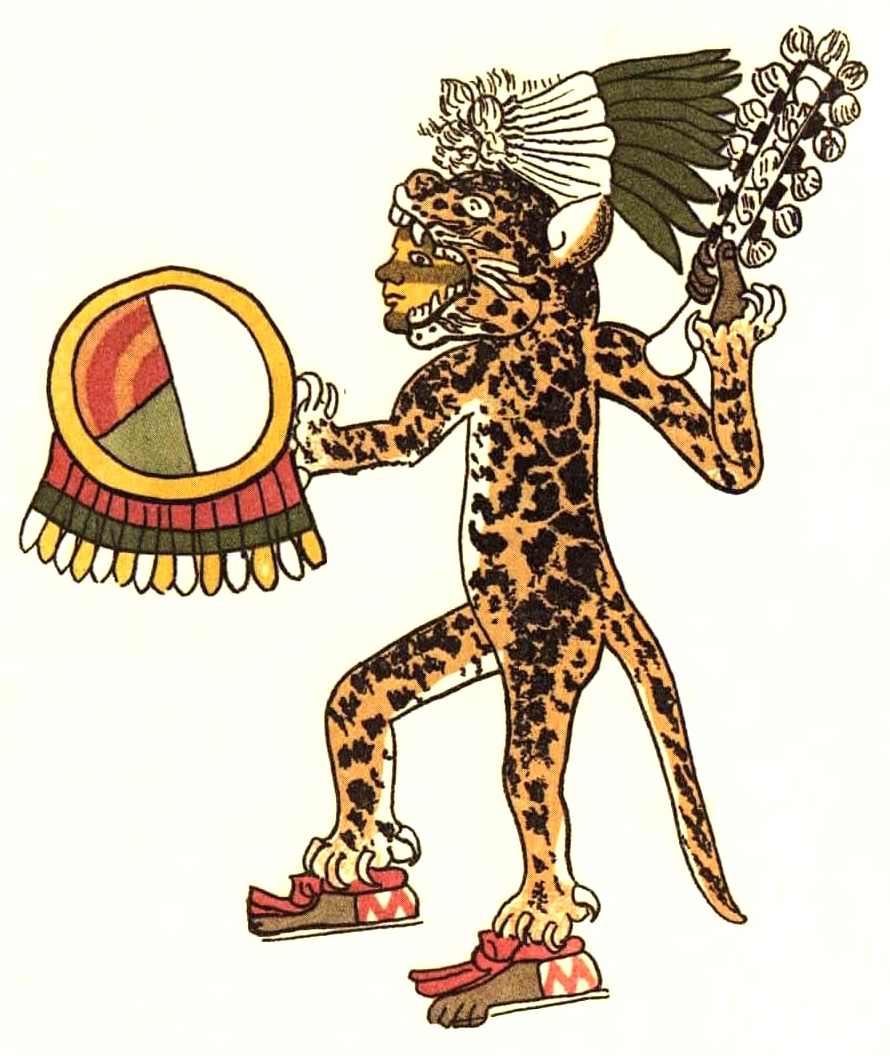
Jaguarkrieger in einer Darstellung der Azteken

Jaguarkrieger (auf Nahuatl: Ocēlōtl) waren Mitglieder der aztekischen Armee. Sie agierten als Eliteeinheiten und waren Berufssoldaten. Eine weitere Gruppe waren die Adlerkrieger (Nahuatl: cuāuhtli). 
Das Totem der Jaguarkrieger war der Mond und stand für die Nacht. Die Jaguarkrieger wurden als aktive Kämpfer auf dem Schlachtfeld eingesetzt. Zu erkennen war diese Kriegergruppe an ihrem aufwendigen Schmuck und ihrer Kleidung. Oft kleideten sie sich mit dem Fell eines erlegten Jaguars. 
Schon in frühester Jugend lernten aztekische Kinder den Umgang mit Waffen und übten für den Krieg in speziellen Schulen. Bis zum Alter von vierzehn Jahren lag die Erziehung der Kinder in den Händen der Eltern. Danach waren der Staat und ihr Calpulli (Kompanie) für sie verantwortlich. Regelmäßig unterwarfen sie sich bestimmten Prüfungen, um ihre Fortschritte zu testen. Nur die besten Schüler konnten in die Kaste der Jaguar- und Adlerkrieger aufsteigen. Dafür mussten sie sich auf dem Schlachtfeld durch besondere Taten auszeichnen und für die feierlichen Menschenopfer feindliche Krieger gefangen nehmen.